# Hovstallet, Helgeandsholmen

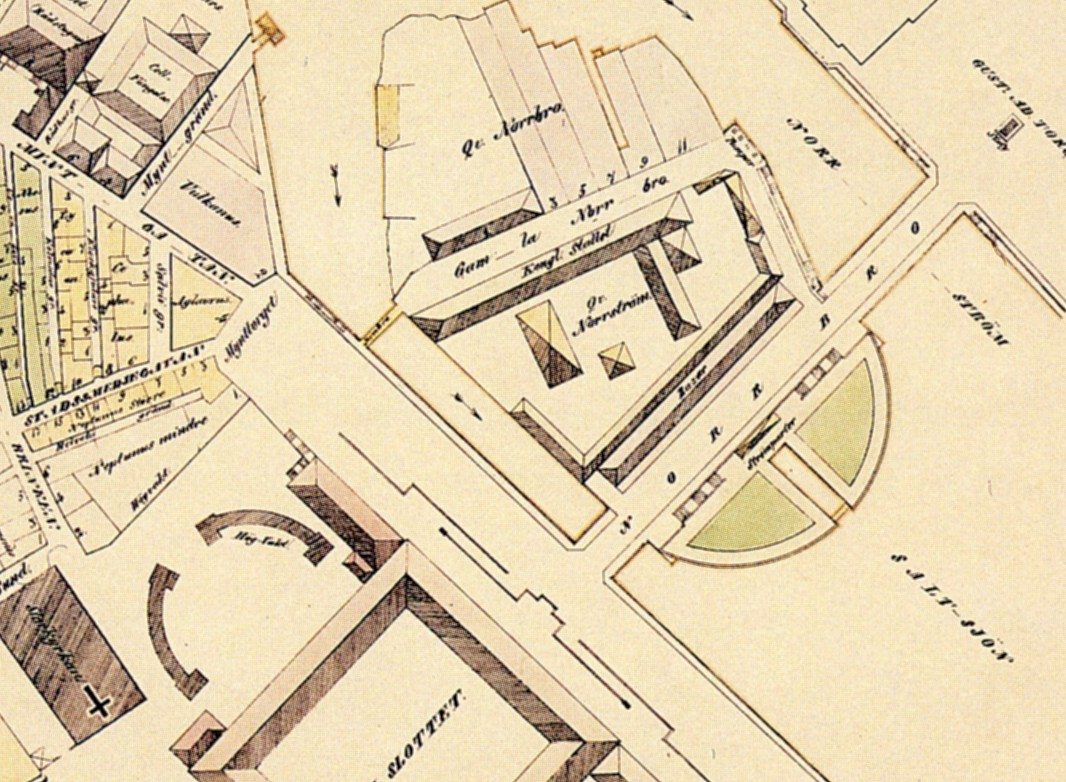
Helgeandsholmen och "Kungl. Stallet" 1848

Hovstallet kallas H.M. Konungens hovstalls tidigare byggnader på Helgeandsholmen vid Gamla stan i Stockholm. Numera ligger Riksdagshuset på samma plats.

## Historik
Det första hovstallet på Helgeandsholmen anlades av Gustav Vasa 1535, men redan i slutet på 1560-talet flyttades det till den plats där Operan nu ligger. Nicodemus Tessin d.ä. byggde ett nytt stall på Helgeandsholmen på 1670-talet på uppdrag av Karl XI; detta brann ned 1696.
Nicodemus Tessin d.y. fick i uppdrag att upprätta ritningar för ett nytt hovstall, som byggdes vid södra sidan om gamla Norrbro. Hovstallet var en hög och långsträckt träbyggnad som interiört liknade ett kyrkorum i tre skepp. Mittskeppet vars tak hade utförts i kryssvalv bars upp av två rader kolonner.
Byggnaden kom att användas i nära 200 år, för att sedan ge plats för dåvarande Riksbanken och Riksdagshuset (uppfört 1897–1905). I samband med det flyttade verksamheten 1884 till det nuvarande Hovstallet på Östermalm.
Vid renoveringen och ombyggnaden av Riksdagshuset 1980–1983 nygestaltades även Riksplan, parken mellan Riksdagshuset och Norrbro. För att påminna om det gamla Hovstallet uppsattes, efter Riksantikvarieämbetets godkännande stallets gamla foderbord i marmor vid bilnedfarten till riksdagsgaraget.

## Bilder

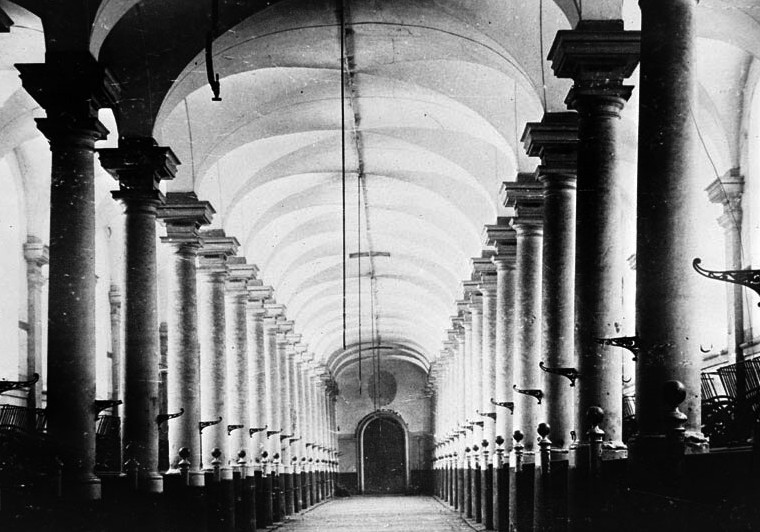
Kungliga Hovstallets interiör på 1890-talet
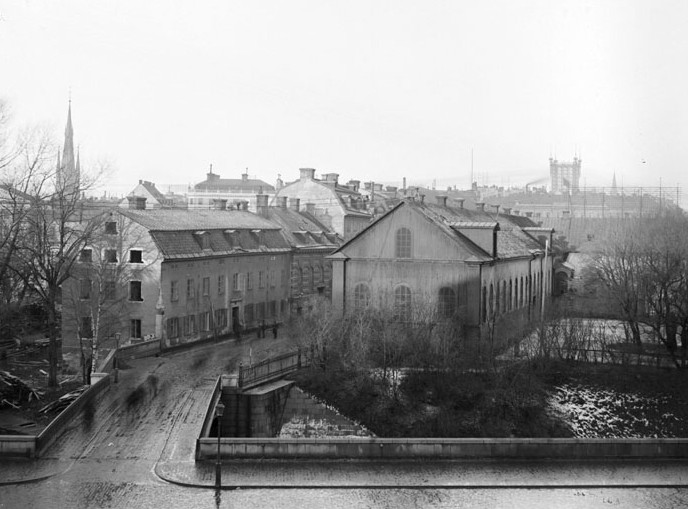
Hovstallet (t.h.) kort innan rivningen 1893
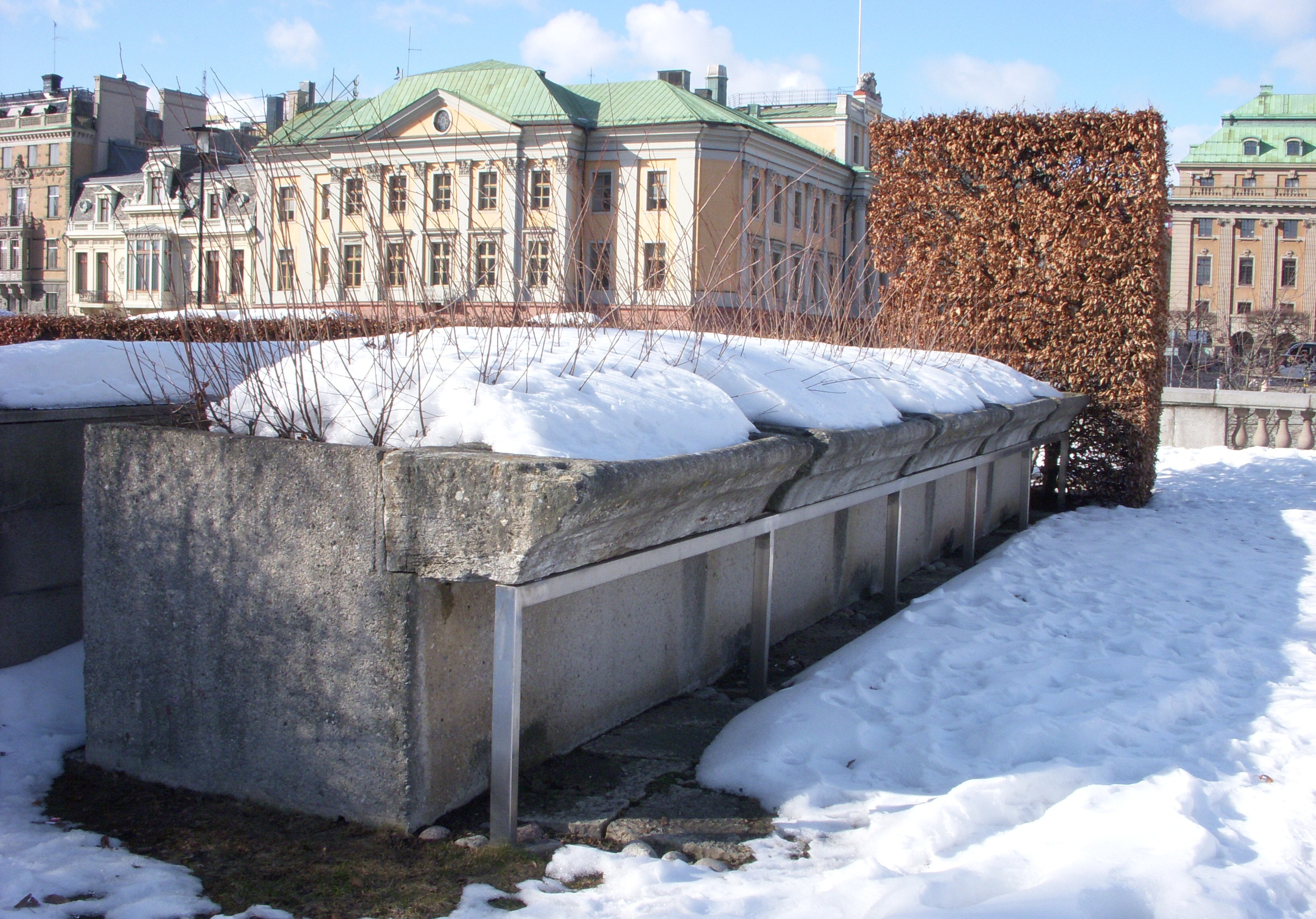
Hovstallets gamla foderbord 2010
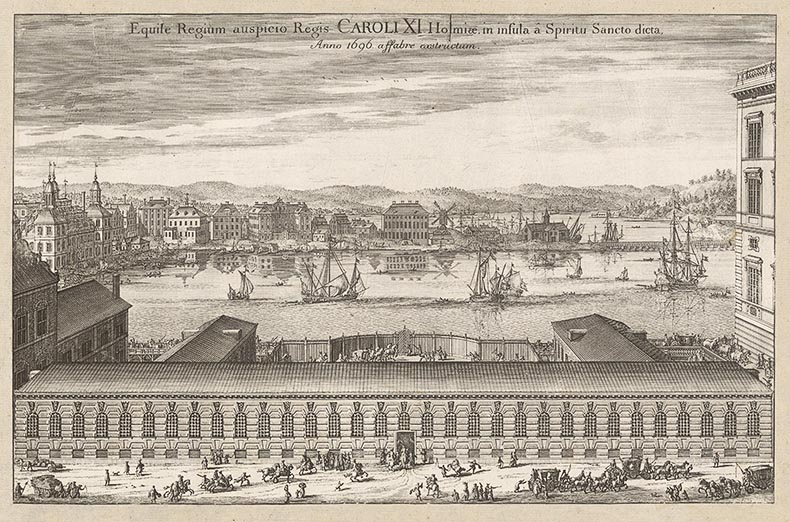
Hovstallet i Suecia antiqua et hodierna 1698